# IC 5354
IC 5354 ist eine elliptische Galaxie vom Hubble-Typ E im Sternbild Sculptor am Südsternhimmel. Sie ist schätzungsweise 374 Millionen Lichtjahre von der Milchstraße entfernt und bildet mit PGC 85759 ein Galaxienpaar.
Das Objekt wurde im Jahre 1896 vom US-amerikanischen Astronomen Lewis Swift entdeckt.